# إبراهيم راسم
إبراهيم راسم (1898 - 1976) هو كاتب يمني من أصول تركية، عمل في فرقة القمندان الموسيقية وكان صديقاً مقرباً منه، وهو الذي جمع قصائده ونشرها كديوان واحد في 1938.